# TORU

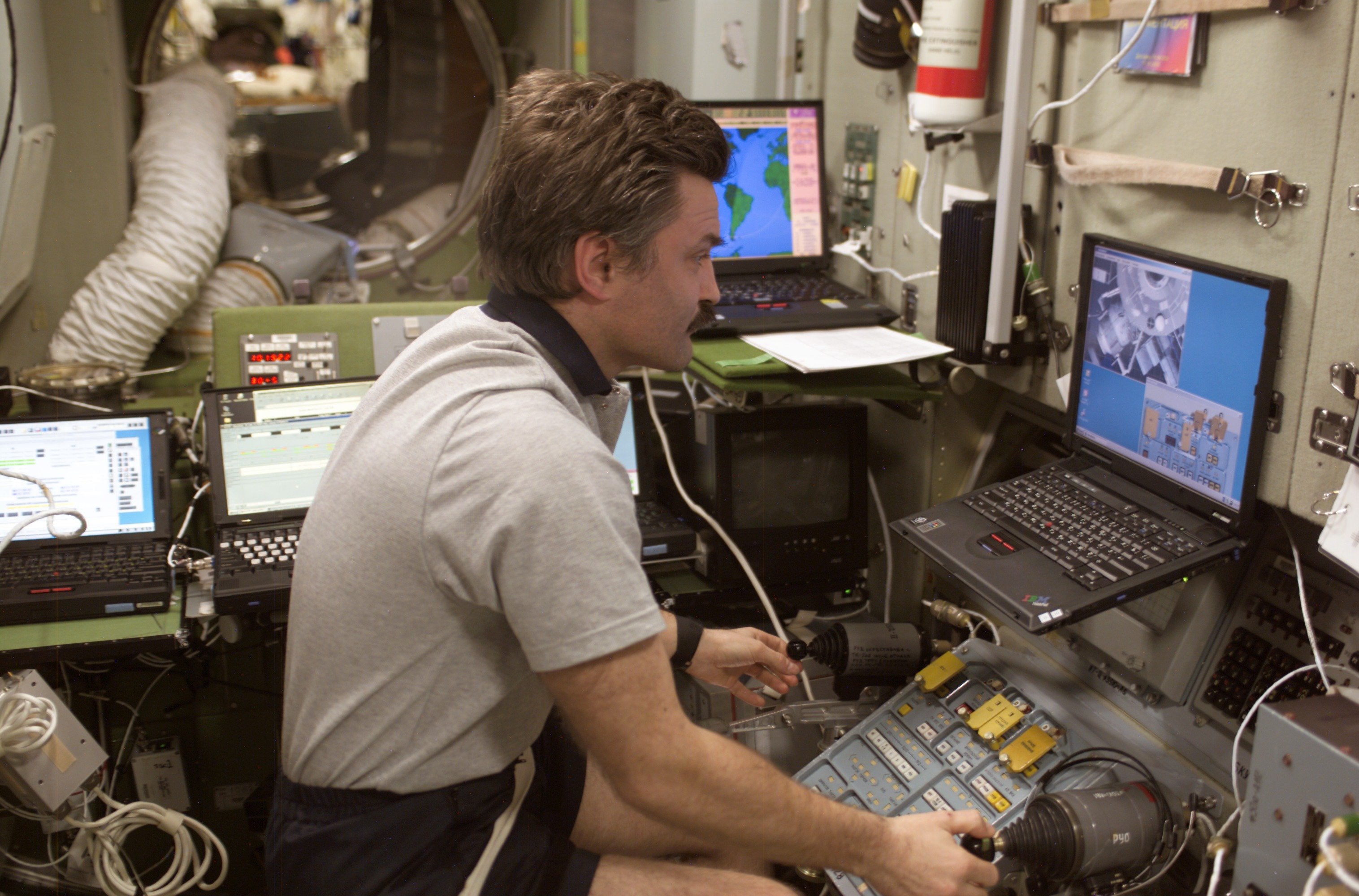
Un ingénieur de vol pratique un amarrage manuel depuis le module Zvezda de l'ISS.

Le système TORU (en russe : Телеоператорный Режим Управления, Teleopetaorny Rejim Oupravlenia - Mode de contrôle téléopéré [de vaisseau spatial]) est un système d'amarrage manuel des vaisseaux spatiaux russes Soyouz et Progress vaisseau spatial qui sert de système de réserve au système Kours au cas où ce dernier ne fonctionnerait pas. Il a été utilisé sur les stations spatiales Saliout et la station Mir et est actuellement en utilisation sur la Station Spatiale Internationale. Le système TORU s'est fait connaître du grand public en 1997, lorsqu'il fut utilisé pendant l'approche manuelle de Progress M-34 à bord de Mir, approche qui se solda par une collision, endommageant le module Spektr, le rendant inutilisable.
TORU possède deux joysticks qui peuvent être utilisés pour piloter manuellement le vaisseau en approche. Le joystick gauche est utilisé pour contrôler le mouvement du vaisseau et le joystick droit est utilisé pour contrôler son orientation. Le système comprend aussi une caméra montée sur le vaisseau en approche. TORU transfère également les sons du vaisseau pouvant fournir des informations indirectes sur le processus d'amarrage.